# Wade Dubielewicz
Wade Dubielewicz (* 30. Januar 1979 in Invermere, British Columbia) ist ein kanadischer Eishockeytorwart, der zuletzt bei den Kölner Haien in der DEL unter Vertrag stand.

## Karriere
Wade Dubielewicz begann seine Karriere in Juniorenligen der kanadischen Provinz British Columbia, ehe er 1999 die University of Denver besuchte. Vier Jahre brachte er dort sehr gute Leistungen und wurde 2002 in das First Allstar-Team der WCHA-Division, der die University of Denver angehört, gewählt und für den Hobey Baker Memorial Award nominiert.
Nachdem er 2003 das College verlassen hatte, nahmen ihn die New York Islanders als Free Agent unter Vertrag. Er absolvierte seine erste Saison bei den Profis hauptsächlich in der American Hockey League bei den Bridgeport Sound Tigers, wo er durch herausragende Leistungen hervor stach. In 33 Spielen schaffte er neun Shutouts, hatte eine Fangquote von über 94 Prozent und einen Gegentordurchschnitt von nur 1,38. Als Rick DiPietro, der Stammtorhüter der Islanders, im März 2004 nicht spielen konnte, wurde Dubielewicz in den NHL-Kader berufen und nahm die Position als Back-up-Goalie hinter Garth Snow ein. Nachdem sich auch Snow verletzt hatte, kam Dubielewicz zu seinen ersten beiden Einsätzen in der NHL, die relativ positiv verliefen. Zum Ende der Saison wurde er von der AHL zum besten Neuprofi ausgezeichnet und teilte sich mit Dieter Kochan den Harry „Hap“ Holmes Memorial Award als das Torhütergespann mit den wenigsten Gegentoren.
In der Saison 2004/05 konnte er nicht mehr an die großartigen Leistungen des Vorjahres anknüpfen, spielte aber trotzdem eine solide Saison in der AHL. 2005/06 spielte Dubielewicz erneut den Großteil der Saison in der AHL und kam nur sieben Mal in der NHL zum Einsatz, als DiPietro verletzt ausfiel. Garth Snow wurde im Sommer 2006 General Manager, doch Dubielewicz schaffte erneut nicht den Sprung in den NHL-Kader, da ihm Mike Dunham vorgezogen wurde.
Dubielewicz bestritt eine sehr gute Saison mit den Bridgeport Sound Tigers in der AHL, als er im März 2007 erneut in den NHL-Kader berufen wurde, da sich DiPietro eine Gehirnerschütterung zugezogen hatte. Zuerst war er die Nummer zwei hinter Mike Dunham, doch der zeigte große Schwächen und so übernahm Dubielewicz vorübergehend die Position als Stammtorhüter. Er erwies sich als starker Rückhalt im Kampf um die Playoffs. Im entscheidenden letzten Spiel um einen Playoff-Platz patzte er allerdings 0,8 Sekunden vor Schluss, als er gegen die New Jersey Devils den Ausgleichstreffer kassierte. Das Spiel musste schließlich im Shootout entschieden werden und Dubielewicz wurde zum Held, als er zwei Versuche parierte. Die Islanders hatten sich somit in letzter Sekunde doch noch für die Playoffs qualifiziert und Dubielewicz wurde von der NHL zum besten Spieler der Woche gewählt, was bei den Islanders nur Wiktor Koslow in der Saison gelungen war. Im ersten Spiel der Playoffs stand er erneut im Tor der Islanders, wurde aber im zweiten Spiel durch den wieder genesenen DiPietro ersetzt. Dubielewicz blieb trotzdem im Kader der Islanders als Back-up-Goalie von Rick DiPietro. Nach der ersten Runde schieden die Islanders bereits aus.
Anfang Mai 2007 verlängerten die New York Islanders mit Dubielewicz um ein Jahr, das er erneut als Ersatz für DiPietro verbrachte. Im Sommer 2008 entschied er sich zu Ak Bars Kasan in die Kontinentale Hockey-Liga zu wechseln. Nach nur einem halben Jahr dort ergab sich bei seinem Ex-Team, den New York Islanders, eine Verletztenmisere im Torhüterbereich, woraufhin Dubielewicz in Kasan seine Freigabe erbat und nach einer erneuten Vertragsunterschrift bei den Islanders nach Nordamerika zurückkehrte. Da er als Spieler der in der KHL bereits in einer Profiliga gespielt hatte, musste er zunächst für 24 Stunden auf die Waiver-Liste gesetzt werden, von wo ihn jedes der anderen 29 Teams auswählen konnte. Diese Chance nutzten die Columbus Blue Jackets.

## Erfolge und Auszeichnungen
| - 2001 WCHA Second All-Star Team - 2002 WCHA First All-Star Team - 2003 WCHA Second All-Star Team - 2004 AHL All-Star Classic - 2004 Dudley „Red“ Garrett Memorial Award | - 2004 Harry „Hap“ Holmes Memorial Award (gemeinsam mit Dieter Kochan) - 2004 AHL All-Rookie Team - 2004 AHL Second All-Star Team - 2007 AHL All-Star Classic |